# Verbo copulativo indoeuropeo
Un rasgo común a todas las lenguas indoeuropeas es la presencia de un verbo símil al «ser» o «estar» del castellano.

## Características generales
Los verbos copulativos cumplen principalmente dos funciones. En un contexto poco marcado semánticamente son una simple cópula (Estoy cansado; ¡Esto es una vergüenza!), función que lenguas no indoeuropeas pueden cumplir de modo diferente. En un contexto más marcado, expresan existencia (Ser o no ser); no siempre es fácil delimitar su papel. Además, muchas lenguas indoeuropeas usan este verbo como auxiliar para la formación de los tiempos compuestos (perifrásticos) (“Estoy trabajando”, "Fui golpeado"). Otras funciones varían de una lengua a otra.
El verbo copulativo es el más irregular en muchas lenguas indoeuropeas. Esto, en parte, se debe a que es el que se usa con más frecuencia, y, en parte, a que el protoindoeuropeo ofreció más de un verbo para usar en estas funciones, de modo tal que las lenguas hijas, de diferentes modos, tendieron a formar verbos polirrizos. Este artículo describe el modo como las formas irregulares se desarrollaron a partir de un grupo de raíces.

## Las raíces protoindoeuropeas

### *h₁es-
La raíz *h₁es- seguramente constituyó un verbo copulativo en el protoindoeuropeo. El grado pleno (véase apofonía) se encuentra en formas tales como el castellano es (< latín est), alemán ist ‘es, está’, mientras que el grado cero produce formas que comienza con /s/, como el alemán sind ‘son, están’ o castellano soy, somos, en protoindoeuropeo, *h₁es- era un verbo atemático en -mi, es decir, la primera persona del singular era *h₁esmi; esta inflexión sobrevive en el inglés am, sánscrito asmi, antiguo eslavo eclesiástico esmь, etc.
El presente del indicativo de este verbo se ha reconstruido para el protoindoeuropeo del siguiente modo:
| Atemático         | Atemático    | Atemático            | Atemático   | Atemático   | Atemático   | Atemático         |
| Participios       | Participios  | Participios          | Participios | Participios | Participios | Participios       |
| ----------------- | ------------ | -------------------- | ----------- | ----------- | ----------- | ----------------- |
| Activo            |              | *h̥₁sónts             | *h̥₁sónts    | *h̥₁sónts    | *h̥₁sónts    | *h̥₁sónts          |
| Formas personales |              |                      |             |             |             |                   |
|                   |              | Presente (no pasado) | Imperfecto  | Subjuntivo  | Optativo    | Imperativo        |
| Voz activa        | 1.ª singular | *h₁ésmi              | *h₁ésm̥      | *h₁ésoh₂(a) | *h̥₁syḗm     | –                 |
| Voz activa        | 2ª singular  | *h₁ési               | *h₁és       | *h₁ésesi    | *h̥₁syéh₁s   | *h₁és, *h₁ésdʰi   |
| Voz activa        | 3ª singular  | *h₁ésti              | *h₁ést      | *h₁éseti    | *h̥₁syéh₁t   | *h₁éstu, *h₁éstōd |
| Voz activa        | 1.ª dual     | *h̥₁swós              | *h̥₁swe      | *h₁ésowos   | *h̥₁sih₁wé   | –                 |
| Voz activa        | 2ª dual      | *h̥₁sth₁és            | *h̥₁stóm     | *h₁éseth₁es | *h̥₁sih₁tóm  | *h̥₁stóm           |
| Voz activa        | 3ª dual      | *h̥₁stés              | *h̥₁stā́m     | *h₁ésetes   | *h̥₁sih₁tā́m  | *h̥₁stā́m           |
| Voz activa        | 1.ª plural   | *h̥₁smós              | *h̥₁sme      | *h₁ésomos   | *h̥₁sih₁mé   | –                 |
| Voz activa        | 2ª plural    | *h̥₁sté               | *h̥₁sté      | *h₁ésete    | *h̥₁sih₁té   | *h̥₁sté            |
| Voz activa        | 3ª plural    | *h̥₁sénti             | *h̥₁sént     | *h₁ésonti   | *h̥₁sih₁ént  | *h̥₁séntu          |

### *bʰuh₂-
La raíz *bʰuh₂- probablemente haya significado ‘crecer’, pero también ‘llegar a ser’. Esta es la raíz de los verbos del sánscrito bhávati ‘es, está, existe’, ruso byt’ ‘ser, estar’, lituano bū́ti ‘íd.’ y inglés be ‘ser, estar’, así como el presente alemán bin ‘soy, estoy’ y el futuro gaélico bithidh. El /bʰ/ del protoindoeuropeo se volvió el /f/ latino, de allí que el participio futuro latino fuera futūrus y el perfecto fuī. El latín fiō ‘llego a ser’ proviene de esta raíz, como también el verbo griego antiguo phýein ‘crecer’, de donde proviene física. Sihler (1995: 552) reconstruye el verbo del siguiente modo:
| Atemático         | Atemático    | Atemático   | Atemático    | Atemático    | Atemático           | Atemático   |
| Participios       | Participios  | Participios | Participios  | Participios  | Participios         | Participios |
| ----------------- | ------------ | ----------- | ------------ | ------------ | ------------------- | ----------- |
| Activo            |              | *bʰuh₂ónts  | *bʰuh₂ónts   | *bʰuh₂ónts   | *bʰuh₂ónts          | *bʰuh₂ónts  |
| Formas personales |              |             |              |              |                     |             |
|                   |              | Aoristo     | Subjuntivo   | Optativo     | Imperativo          |             |
| Voz activa        | 1.ª singular | *bʰū́m       | *bʰúh₂oh₂(a) | *bʰuh₂yḗm    | –                   |             |
| Voz activa        | 2ª singular  | *bʰúh₂s     | *bʰúh₂esi    | *bʰuh₂yéh₁s  | *bʰúh₂, *bʰuh₂dʰí   |             |
| Voz activa        | 3ª singular  | *bʰúh₂t     | *bʰúh₂eti    | *bʰuh₂yéh₁t  | *bʰúh₂tu, *bʰúh₂tōd |             |
| Voz activa        | 1.ª dual     | *bʰuh₂wé    | *bʰúh₂owos   | *bʰuh₂ih₁wé  | –                   |             |
| Voz activa        | 2ª dual      | *bʰuh₂tóm   | *bʰúh₂eth₁es | *bʰuh₂ih₁tóm | *bʰuh₂tóm           |             |
| Voz activa        | 3ª dual      | *bʰuh₂tā́m   | *bʰúh₂etes   | *bʰuh₂ih₁tā́m | *bʰuh₂tā́m           |             |
| Voz activa        | 1.ª plural   | *bʰuh₂mé    | *bʰúh₂omos   | *bʰuh₂ih₁mé  | –                   |             |
| Voz activa        | 2ª plural    | *bʰuh₂té    | *bʰúh₂ete    | *bʰuh₂ih₁té  | *bʰuh₂té            |             |
| Voz activa        | 3ª plural    | *bʰuh₂ént   | *bʰúh₂onti   | *bʰuh₂ih₁ént | *bʰuh₂éntu          |             |

### *h₂wes-
La raíz *h₂wes- posiblemente significó ‘vivir, habitar’. El grado pleno está presente en el participio alemán gewesen, el grado cero *h₂wos- sobrevive en inglés y alto alemán antiguo was, mientras que el grado pleno alargado *h₂wēs- da el inglés were (la alternancia consonántica r ~ s es el resultado de la ley de Verner). Uno de los términos reconstruibles a partir de esta raíz es *h̥₂wésoh₂(a), que habría tenido la siguiente inflexión.
| Imperfectivo temático | Imperfectivo temático | Imperfectivo temático | Imperfectivo temático | Imperfectivo temático | Imperfectivo temático | Imperfectivo temático |
| Participios           | Participios           | Participios           | Participios           | Participios           | Participios           | Participios           |
| --------------------- | --------------------- | --------------------- | --------------------- | --------------------- | --------------------- | --------------------- |
| Activo                |                       | *h̥₂wésonts            | *h̥₂wésonts            | *h̥₂wésonts            | *h̥₂wésonts            | *h̥₂wésonts            |
| Formas personales     |                       |                       |                       |                       |                       |                       |
|                       |                       | Presente (no pasado)  | Imperfecto            | Subjuntivo            | Optativo              | Imperativo            |
| Voz activa            | 1.ª singular          | *h̥₂wésoh₂(a)          | *h̥₂wésom              | *h̥₂wésōh₂(a)          | *h̥₂wésoīm             | –                     |
| Voz activa            | 2ª singular           | *h̥₂wésesi             | *h̥₂wéses              | *h̥₂wésēsi             | *h̥₂wésoih₁s           | *h̥₂wése               |
| Voz activa            | 3ª singular           | *h̥₂wéseti             | *h̥₂wéset              | *h̥₂wésēti             | *h̥₂wésoih₁t           | *h̥₂wésetu, *h̥₂wésetod |
| Voz activa            | 1.ª dual              | *h̥₂wésowos            | *h̥₂wésowe             | *h̥₂wésōwos            | *h̥₂wésoih₁we          | –                     |
| Voz activa            | 2ª dual               | *h̥₂wéseth₁es          | *h̥₂wésetām            | *h̥₂wésēth₁es          | *h̥₂wésoih₁tām         | *h̥₂wésetām            |
| Voz activa            | 3ª dual               | *h̥₂wésetes            | *h̥₂wésetom            | *h̥₂wésētes            | *h̥₂wésoih₁tom         | *h̥₂wésetom            |
| Voz activa            | 1.ª plural            | *h̥₂wésomos            | *h̥₂wésome             | *h̥₂wésōmos            | *h̥₂wésoih₁me          | –                     |
| Voz activa            | 2ª plural             | *h̥₂wésete             | *h̥₂wésete             | *h̥₂wésēte             | *h̥₂wésoih₁te          | *h̥₂wésete             |
| Voz activa            | 3ª plural             | *h̥₂wésonti            | *h̥₂wésont             | *h̥₂wésōnti            | *h̥₂wésoīnt            | *h̥₂wésontu            |

### *steh₂-
La raíz *steh₂- sobrevive en latín stāre con su significado original ‘estar de pie’. De esta raíz viene el tema de presente del llamado “verbo sustantivo” en el gaélico irlandés y escocés, tá y tha respectivamente. En latín, stō;, stare mantuvo el significado "estar de pie", hasta que formas locales de latín vulgar comenzaron a usarlo como verbo copulativo en ciertas circunstancias. Hoy, sobrevive en ese uso que varias lenguas romances  le dan como uno de sus dos verbos copulativos, e incluso hay una tendencia romance a que un participio pasado derivado de *steh₂- reemplace al del verbo copulativo principal. La raíz *steh₂- se utilizó para formar múltiples verbos, el siguiente significaba estar de pie cuando era intransitivo (voz media) y poner de pie al ser transitivo (voz activa):
| Atemático         | Atemático    | Atemático      | Atemático           | Atemático         | Atemático           | Atemático   |
| Participios       | Participios  | Participios    | Participios         | Participios       | Participios         | Participios |
| ----------------- | ------------ | -------------- | ------------------- | ----------------- | ------------------- | ----------- |
| Activo            |              | *sth̥₂ónts      | *sth̥₂ónts           | *sth̥₂ónts         | *sth̥₂ónts           | *sth̥₂ónts   |
| Medio             |              | *sth̥₂mnós      | *sth̥₂mnós           | *sth̥₂mnós         | *sth̥₂mnós           | *sth̥₂mnós   |
| Formas personales |              |                |                     |                   |                     |             |
|                   |              | Aoristo        | Subjuntivo          | Optativo          | Imperativo          |             |
| Voz activa        | 1.ª singular | *stā́m          | *stáh₂oh₂(a)        | *sth̥₂yḗm          | –                   |             |
| Voz activa        | 2.ª singular | *stáh₂s        | *stáh₂esi           | *sth̥₂yéh₁s        | *stáh₂, *sth̥₂dʰí    |             |
| Voz activa        | 3ª singular  | *stáh₂t        | *stáh₂eti           | *sth̥₂yéh₁t        | *stáh₂tu, *stáh₂tōd |             |
| Voz activa        | 1.ª dual     | *sth̥₂we        | *stáh₂owos          | *sth̥₂ih₁wé        | –                   |             |
| Voz activa        | 2.ª dual     | *sth̥₂tóm       | *stáh₂eth₁es        | *sth̥₂ih₁tóm       | *sth̥₂tóm            |             |
| Voz activa        | 3ª dual      | *sth̥₂tā́m       | *stáh₂etes          | *sth̥₂ih₁tā́m       | *sth̥₂tā́m            |             |
| Voz activa        | 1.ª plural   | *sth̥₂me        | *stáh₂omos          | *sth̥₂ih₁mé        | –                   |             |
| Voz activa        | 2.ª plural   | *sth̥₂té        | *stáh₂ete           | *sth̥₂ih₁té        | *sth̥₂té             |             |
| Voz activa        | 3ª plural    | *sth₂ánt       | *stáh₂onti          | *sth̥₂ih₁ént       | *sth̥₂éntu           |             |
| Voz media pasiva  | 1.ª singular | *sth̥₂h₂á       | *stáh₂oh₂ár         | *sth̥₂ih₁h₂á       | –                   |             |
| Voz media pasiva  | 2.ª singular | *sth̥₂th₂á      | *stáh₂oth₂ár        | *sth̥₂ih₁th₂á      | *stáh₂swe, *stáh₂so |             |
| Voz media pasiva  | 3ª singular  | *sth̥₂ó         | *sth̥₂etor, *stáh₂ōr | *sth̥₂ih₁ó         | *stáh₂to            |             |
| Voz media pasiva  | 1.ª dual     | *sth̥₂wédʰh̥₂    | *stáh₂owósdʰh̥₂      | *sth̥₂ih₁wédʰh̥₂    | –                   |             |
| Voz media pasiva  | 2.ª dual     | *sth̥₂téh₁?     | *stáh₂ohₓtóh₁?      | *sth̥₂ih₁téh₁?     | ?                   |             |
| Voz media pasiva  | 3ª dual      | *sth̥₂tḗ        | *stáh₂ohₓtḗ?        | *sth̥₂ih₁tḗ?       | ?                   |             |
| Voz media pasiva  | 1.ª plural   | *sth̥₂mé(s)dʰh̥₂ | *stáh₂omósdʰh̥₂      | *sth̥₂ih₁mé(s)dʰh̥₂ | –                   |             |
| Voz media pasiva  | 2.ª plural   | *sth̥₂té        | *stáh₂eté           | *sth̥₂ih₁té        | *sth̥₂dʰ(h̥₂)wó       |             |
| Voz media pasiva  | 3ª plural    | *sth̥₂ró        | *stáh₂oror          | *sth̥₂ih₁ró        | *sth̥₂ntó, *sth̥₂ró   |             |

## Los paradigmas resultantes

### El germánico
|                        | antiguo nórdico                    | sueco     | inglés antiguo             | inglés antiguo              | inglés            | alto alemán antiguo                           | alemán                         | neerlandés                   | gótico                                    |
| infinitivo             | vera                               | vara      | wesan                      | bēon                        | be                | wesan                                         | sein                           | zijn                         | wisan                                     |
| presente de indicativo | em ert (est) er (es) erum eruð eru | är        | eom eart is sint sint sint | bēo bist biþ bēoþ bēoþ bēoþ | am art is are     | bim bis(t) ist sum(es), birum sīt, birut sint | bin bist ist sind seid sind    | ben bent is zijn             | im is ist sijum sijuþ sind                |
| presente de subjuntivo | siá sér sé sém séð sé              | vare vare | sīe sīe sīe sīen sīen sīen | bēo bēo bēo bēon bēon bēon  | be be             | sī sīs(t) sī sīm(es) sī(n)t sīn               | sei seist sei seien seid seien | zij zijn zijn (poco comunes) | sijau sijais sijai sijaima sijaiþ sijaina |
| pretérito              | var var várum                      | var       | wæs wǣre wæs wǣron         | wæs wǣre wæs wǣron          | was wast was were | was wāri was wārum wārut wārun                | war warst war waren wart waren | was waren                    | was wast was wesum wesuþ wesun            |
| participio pasado      | verit                              | varit     | geweson                    | ġebēon                      | been              | giwesan                                       | gewesen                        | geweest                      | ——                                        |

El inglés antiguo mantuvo los verbos wesan y bēon por separado en todo el tema de presente, aunque no es claro si se hacía una distinción clara en el uso, como se da en castellano entre «ser» y «estar». En el pretérito, sin embargo, las paradigmas se unen. El inglés antiguo no tenía participio para este verbo.

### Latín y lenguas romances
|                            | Latín                       | Latín                             | francés (antiguo)            | francés (antiguo)                   | castellano                 | castellano                            | catalán                            | catalán                            | Italiano                    | Italiano                         |
| Infinitivo                 | esse                        | stare                             | être                         | ester                               | ser                        | estar                                 | ésser / ser                        | estar                              | essere                      | stare                            |
| Presente                   | sum es est sumus estis sunt | sto stas stat stamus statis stant | suis es est sommes êtes sont | este estes este estons estez estent | soy eres es somos sois son | estoy estás está estamos estáis están | sóc / som / sem ets és som sou són | estic estàs està estem esteu estan | sono sei è siamo siete sono | sto stai sta stiamo state stanno |
| Subjuntivo                 | sim                         | stet                              | sois                         | este                                | sea                        | esté                                  | sigui                              | estigui                            | sia                         | stia                             |
| Perfecto / Pretérito       | fui                         | steti                             | fus                          | estai                               | fui                        | estuve                                | fui                                | estiguí                            | fui                         | stetti                           |
| Imperfecto                 | eram                        | stabam                            | étais                        | estais                              | era                        | estaba                                | era                                | estava                             | ero                         | stavo                            |
| Futuro                     | ero                         | stabo                             | serai                        | esterai                             | seré                       | estaré                                | seré                               | estaré                             | sarò                        | starò                            |
| Participio pasado / supino | n/a                         | statum                            | été (préstamo)               | esté                                | sido                       | estado                                | estat / sigut                      | estat                              | stato                       | stato                            |

En varias lenguas romances modernas, el perfecto es un tiempo compuesto formado con el participio como en inglés, pero el viejo perfecto latino sobrevive en el pretérito generalmente utilizado en castellano y portugués, y como «pasado histórico» literario en francés, italiano y catalán.
En castellano, catalán, galaico-portugués (y, en menor medida, italiano) hay dos paradigmas paralelos: ser/èsser/essere, del latín esse, por un lado, y estar/stare, del latín stare ‘estar de pie’, por el otro.
Hay una tendencia a formar un participio pasado derivado de stare (o, más específicamente, de su supino, statum) para reemplazar al del verbo copulativo principal derivado de esse. Por ejemplo, el participio francés été viene de esté (del latín statum), participio del antiguo ester ‘estar de pie’.
La tabla de la derecha tiene cinco verbos conjugados por completo, más la primera persona del singular de los otros tiempos.

### Lenguas balto-eslavas
|                          | Antiguo eslavo eclesiástico             | ucraniano                                      | ruso                                           | polaco                                       | serbocroata bosnio = croata = serbio                                                              |
| Infinitivo               | byti                                    | buty                                           | byt’                                           | być                                          | biti                                                                                              |
| Presente                 | esmь esi estь esmъ este sǫtъ            | je                                             | jest’ jest’ (†sut’)                            | jestem jesteś jest jesteśmy jesteście są     | jesam, sam jesi, si jest, je jesmo, smo jeste, ste jesu, su                                       |
| Imperfecto               | – běaše – běaxǫ                         |                                                |                                                |                                              | bijah, bjeh/beh bijaše, bješe/beše bijasmo, bjesmo/besmo bijaste, bjeste/beste bijahu, bjehu/behu |
| Aoristo imperfectivo     | běxъ bě běxomъ *běste běšę              |                                                |                                                |                                              | bih bi bismo bisté biše                                                                           |
| Futuro                   | bǫdǫ bǫdeši bǫdetъ bǫdemъ bǫdete bǫdǫtъ | budu budeš bude(t′) budem(o) budete budut′     | budu budeš’ budet budem budete budut           | będę będziesz będzie będziemy będziecie będą | budem budeš bude budemo budete budu                                                               |
| Imperativo               | – bǫdi bǫděmъ bǫděte bǫdǫ               | – buvaj/bud′ – buvajmo/bud′mo buvajte/bud′te – | – bud’ – budem bud’te –                        | – bądź – bądźmy bądźcie –                    | – budi (neka bude) budimo budite (neka budu)                                                      |
| Aoristo perfectivo       | byxъ by(stъ) byxomъ byste byšę          |                                                |                                                |                                              |                                                                                                   |
| Participio presente      | sy m. sǫšti f. sy n.                    | buvajučyj m. buvajuča f. buvajuče n.           | buduči adv.                                    | będący m. będąca f. będące n.                | budući m. buduća f. buduće n.                                                                     |
| Pariticipio resultativo  | bylъ m. byla f. bylo n.                 |                                                |                                                |                                              |                                                                                                   |
| Participio activo pasado | byvъ m. byvъši f. byvъ n.               | buvšyj m. (‘former’ adj.) buvša f. buvše n.    | byvšij m. (‘former’ adj.) byvšaja f. byvšee n. |                                              |                                                                                                   |
| Participio pasivo pasado |                                         |                                                |                                                |                                              |                                                                                                   |

### El celta
En los idiomas celtas antiguos hubo una distinción entre el verbo sustantivo, que se utiliza cuando el predicado consiste en un predicado adjetival o un complemento preposicional del verbo, y el copulativo, que se utiliza en el caso de un predicado nominal. Este contraste se mantiene hoy en los idiomas gaélicos pero se perdió en los britónicos.
La conjugación de los verbos del irlandés antiguo y del galés medio es la siguiente:
|           | verbo sustantivo - irlandés antiguo                          | copulativo - irlandés antiguo        | galés medio                                    |
| presente  | (at)·tó (at)·taí (at)·tá (at)·taam (at)·taïd (at)·taat       | am at is ammi adib it                | wyf wyt yw, mae, taw, oes ym ywch ynt, maen(t) |
| pretérito | ·bá ·bá ·boí ·bámmar ·baid ·bátar                            | basa ba bommar sin testimonios batar | buum buost bu buam buawch buant                |
| futuro    | bia bie bieid, ·bia beimmi, ·biam bethe, ·bieid bieit, ·biat | be bid bimmi sin testimonios bit     | bydaf bydy byd bydwn bydwch bydant             |

Las formas del presente del verbo sustantivo del irlandés antiguo, como la del galés taw ‘(él) es’, provienen de la raíz indoeuropea *(s)teigʰ- ‘subir, dar un paso’. El galés mae era originalmente un presentativo que significaba ‘aquí está’ (cf. yma ‘aquí’). Las otras formas proceden de las raíces *h₁es- y *bʰuH-.
En gaélico escocés, las terminaciones personales casi han desaparecido pero el negativo y el interrogativo son marcados por formas distintas.
|                                                                   | Gaélico escocés               |
| Presente afirmativo interrogativo negativo interrogativo negativo | tha a bheil chan eil nach eil |
| Presente asertivo                                                 | is                            |
| Pretérito afirmativo interrogativo                                | bha an robh                   |
| Pasado asertivo                                                   | bu                            |
| Futuro                                                            | bithidh                       |

El irlandés bhfuil y el escocés (bh)eil vienen del irlandés antiguo fil, que era originalmente un imperativo que significaba ‘¡vea!’ (la raíz indoeuropea *uél- ‘ver’, también en galés gweld ‘ver’, gótico wlits ‘cara’ y el latín voltus, vultus ‘expresión, mirada’), luego un presentativo significando ‘hay, aquí está’ (cf. francés voici ~ voilà < vois ci ‘¡vea aquí!’ y vois là ‘¡vea allí!’), por fin fue una forma dependiente supletiva de at·tá. El escocés robh y el irlandés raibh provienen de un compuesto de la partícula perfectiva ro-  (ry en galés) y de ba (lenificado quando tras de ro).